# 2008 FNS歌謡祭
『2008 FNS歌謡祭』（2008 エフエヌエスかようさい）は、フジテレビ系列で2008年12月3日 19:00 - 23:18（JST）に生放送（テレビ大分では2008年12月31日0:54 - 5:12（JST）に放送）された通算37回目の『FNS歌謡祭』。

## 概要
前回まで3年連続で司会を務めていたSMAPの草彅剛は、放送当日北海道札幌市の札幌ドームで開催されたSMAPのコンサートに出演するため司会を外れ（SMAPとしては中継出演）、黒木瞳が番組史上初の単独司会となった。
演歌・歌謡曲勢は7年ぶりの出演となり、ジェロのみとなった。

## 当日のステージ
SMAPはトップバッターで「Still U」、大トリで「この瞬間、きっと夢じゃない」を披露。
番組開始35周年とフジテレビ開局50周年を記念し、「フジテレビ音楽50年秘蔵映像」を放送。過去の『FNS歌謡祭』からはもちろんのこと、『夜のヒットスタジオ』、『MUSIC FAIR』、『HEY!HEY!HEY! MUSIC CHAMP』、『僕らの音楽』、『ヒットパレード90's』、『G-STAGE』、『SOUND ARENA』、『日本歌謡大賞』などの番組からの秘蔵映像が紹介された。また『とくダネ!』（木曜日に「朝のヒットスタジオ」という歌のコーナーを当時放送していた）司会の小倉智昭が会場に姿を見せており、小倉は翌4日放送分の『とくダネ!』で後日談を熱く語っていた。以後、『FNS歌謡祭』に小倉が出演することが恒例となる。
番組前半には、同局のバラエティ番組『クイズ!ヘキサゴンII』から誕生した音楽ユニット・アラジン（羞恥心・Pabo）が『FNS歌謡祭』初出演。「弱虫サンタ」「陽は、また昇る」「羞恥心」の3曲を「ヘキサゴンメドレー」として披露。また、彼らのプロデュースを務めるカシアス島田がVTR出演し、2009年1月2日放送の『クイズ!ヘキサゴンII』の3時間SPを以って羞恥心の歌手としての活動を「羞恥心ファーストステージ」と銘打って終了することを発表した。
番組後半には、同じく、同局のバラエティ番組『とんねるずのみなさんのおかげでした』から誕生した音楽ユニット・とんねるずとDJ OZMAによるユニット・矢島美容室が『FNS歌謡祭』初出演。「ニホンノミカタ -ネバダカラキマシタ-」を披露。同曲を披露中に、メンバーのストロベリー・カメリア・ヤジマ（石橋貴明）のスタンドマイクが転倒するハプニングが起こったが、マイクなしのストロベリーの歌声が普通に流れたため、口パクであることを明かしてしまうという騒動があった（歌の後、ストロベリーは地声で歌ったとフォローした）。
ジャニーズ事務所からはSMAP、TOKIO、V6、KinKi Kids、嵐、NEWS、Hey! Say! JUMPの7組が出演した。

## 出演者

### 司会
- 黒木瞳

### 進行
- 川端健嗣（当時：フジテレビアナウンサー）
- 高島彩（同上）

### 出演アーティスト
- 青山テルマ
- Aqua Timez
- 絢香
- 嵐
- アラジン（羞恥心（つるの剛士・上地雄輔・野久保直樹）/Pabo（里田まい・木下優樹菜・スザンヌ））
- EXILE
- 織田裕二
- GIRL NEXT DOOR
- KinKi Kids
- 倖田來未
- 郷ひろみ
- コブクロ
- ジェロ
- Superfly
- SMAP
- TOKIO
- NEWS
- Perfume
- 浜崎あゆみ
- 広瀬香美
- V6
- 藤岡藤巻と大橋のぞみ
- Hey! Say! JUMP
- 水谷豊
- Mr.Children
- 森山直太朗
- 矢島美容室
- ゆず
- WaT

- 太字は当年のNHK『第59回NHK紅白歌合戦』にも出場した歌手である。
- 共演･･･上原ひろみ（絢香）、北原雅彦（KinKi Kids）、小林武史（Mr.Children）、蔦谷好位置（Superfly）、東儀秀樹（青山テルマ）、童子-T（郷ひろみ）、葉加瀬太郎（倖田來未）、藤原道山（ジェロ）、宮本笑里（森山直太朗）
カッコ内は番組内で共演したアーティスト

### ゲスト
小倉智昭、カシアス島田（VTR出演）

### 音楽・演奏
- 武部聡志音楽団

## セットリスト
| 順番 | アーティスト                          | 楽曲                                         |
| ---- | ------------------------------------- | -------------------------------------------- |
| 1    | SMAP                                  | Still U                                      |
| 2    | WaT                                   | 36℃                                          |
| 3    | GIRL NEXT DOOR                        | 偶然の確率                                   |
| 4    | NEWS                                  | 太陽のナミダ                                 |
| 5    | Hey! Say! JUMP                        | 真夜中のシャドーボーイ                       |
| 6    | 藤岡藤巻と大橋のぞみ                  | 崖の上のポニョ (2007)                        |
| 7    | 倖田來未×郷ひろみ                     | キューティーハニー (1973/前川陽子)           |
| 8    | 郷ひろみ×倖田來未                     | How many いい顔 (1980/郷ひろみ)              |
| 9    | 郷ひろみ×倖田來未                     | 言えないよ (1994/郷ひろみ)                   |
| 10   | 嵐                                    | One Love                                     |
| 11   | EXILE                                 | Ti Amo                                       |
| 12   | KinKi Kids×北原雅彦                   | Secret Code (KinKi Kids)                     |
| 13   | TOKIO                                 | 雨傘                                         |
| 14   | ジェロ×藤原道山                       | 海雪 (ジェロ)                                |
| 15   | Perfume                               | love the world                               |
| 16   | 森山直太朗×宮本笑里                   | 生きてることが辛いなら (森山直太朗)          |
| 17   | Aqua Timez                            | 虹                                           |
| 18   | 羞恥心                                | 弱虫サンタ                                   |
| 19   | アラジン                              | 陽は、また昇る                               |
| 20   | 羞恥心×Pabo                           | 羞恥心 (羞恥心)                              |
| 21   | 青山テルマ×東儀秀樹                   | そばにいるね (青山テルマ)                    |
| 22   | 倖田來未×葉加瀬太郎                   | Moon Crying (倖田來未)                       |
| 23   | 絢香×上原ひろみ                       | おかえり                                     |
| 24   | 織田裕二                              | 君の瞳に恋してる (1967/フランキー・ヴァリ)   |
| 25   | ゆず                                  | ストーリー                                   |
| 26   | V6                                    | 蝶                                           |
| 27   | 郷ひろみ×童子-T                       | 君だけを feat. 童子-T                        |
| 28   | 水谷豊                                | カリフォルニア・コネクション (1979)          |
| 29   | 矢島美容室                            | ニホンノミカタ -ネバダカラキマシタ-          |
| 30   | 広瀬香美×Perfume×Pabo×絢香×青山テルマ | DEAR...again (1996/広瀬香美)                 |
| 31   | 広瀬香美×Perfume×Pabo×絢香×青山テルマ | ロマンスの神様 (1993/広瀬香美)               |
| 32   | 広瀬香美×Perfume×Pabo×絢香×青山テルマ | ゲレンデがとけるほど恋したい (1995/広瀬香美) |
| 33   | Mr.Children×小林武史                  | HERO (2002/Mr.Children)                      |
| 34   | Mr.Children×小林武史                  | HANABI                                       |
| 35   | コブクロ                              | 時の足音                                     |
| 36   | Superfly×蔦谷好位置                   | 愛をこめて花束を (Superfly)                  |
| 37   | 浜崎あゆみ                            | SEASONS (2000)                               |
| 38   | 浜崎あゆみ                            | Days                                         |
| 39   | SMAP                                  | この瞬間、きっと夢じゃない                   |

## スタッフ
- 制作：港浩一、水口昌彦
- 構成：山内浩嗣
- 音楽：武部聡志
- 美術プロデューサー：井上幸夫、大坊雄二
- デザイン：越野幸栄
- 美術進行：内山高太郎、足立和彦、鈴木真吾
- 大道具：引馬幹晴
- アートフレーム：長濱大作、三浦文裕
- 電飾：渡辺信一、斉藤誠二
- アクリル装飾：渋谷哲也
- 特殊装置：樋口真樹
- 視覚効果：小熊雅樹
- 生け花装飾：長崎由利子
- メイク：久保田裕子
- 楽器：島津哲也（サンフォニックス）
- LED：宇佐美良
- TD：児玉洋
- SW：障子川雅則
- カメラ：米山和孝
- 音声：太田宗孝
- 映像：佐藤順一
- 照明デザイン：植松晃一
- 照明：安達浩也（PRGアジア）、中村貞敏（FLT）
- PA：松田勝治（サンフォニックス）、中村祐介（共立）
- CA：鈴木俊輔（田中電設）
- クレーン：明光セレクト、ダブルビジョン、三和プロライト、レントアクト昭特、SIS
- 音響効果：川端智之・中田圭三（4-Legs）
- 編集：与那嶺涼・吉村崇（IMAGICA）
- MA：石川英男（IMAGICA）
- CG：松本幸也（orb）、古畑志展（MEDIACO）、渡辺之雄
- 音楽コーディネート：吉田奈生、長尾綾子
- 振付け：JUN
- 広報：加藤麻衣子
- TK：石原由季、平野美紀子
- ディレクター：塩谷亮、萬匠祐基、松永健太郎／仮屋隆典、井ノ上龍登、福井倫子、正木友美子、冨田哲朗
- アシスタントプロデューサー：宇賀神裕子、加藤万貴、後藤夏美
- フロアディレクター：浜崎綾
- プロデューサー：清水宏泰、佐々木将
- チーフプロデューサー：きくち伸
- 演出：板谷栄司
- 技術協力：八峯テレビ、共同テレビジョン、北海道文化放送、サンフォニックス、共立、ゼネラル通商、FLT、PRGアジア、三穂電機
- 協力：グランドプリンスホテル新高輪、ハーフトーンミュージック、日本テレビ放送網、テレビ東京、テレビ朝日
- 制作：フジテレビバラエティ制作センター／音組
- 制作著作：フジテレビ